# ادوارد لیونل گرگوری استونز
ادوارد لیونل گرگوری استونز، (FBA ۱۹۱۴) از سال ۱۹۵۶ تا ۱۹۷۸ استاد ادبیات تاریخ قرون وسطی در دانشگاه گلاسکو بود.

## اوایل زندگی
استونز در کرویدون متولد شد. وی در دبیرستان گلاسکو تحصیل کرد و زبان و ادبیات انگلیسی را در دانشگاه گلاسگو ادامه داد و از آنجا تحصیلات خود را با یک مدرک دانشگاهی با کسب رتبه اول دانشکده فارغ‌التحصیل شد.

## شغل
استونز از سال ۱۹۴۵ تا ۱۹۵۶ در دانشگاه گلاسگو مدرس تاریخ بود، دکترای خود را در آنجا در سال ۱۹۵۰ به اتمام رساند، و در سال ۱۹۵۶ استاد تاریخ قرون وسطی در آنجا شد. وی در سال ۱۹۷۸ بازنشسته شد. در حال حاضر مقالات وی در بایگانی دانشگاه گلاسکو نگهداری می‌شود.

## مرگ
استونز در سال ۱۹۸۷ درگذشت.

## کتاب‌های چاپ شده
- سر جفری لو اسکروپ، (c.۱۲۸۵–۱۳۴۰)، دانشگاه گلاسگو، گلاسکو، ۱۹۵۰.
- روابط آنگلو-اسکاتلندی ۱۱۷۴–۱۳۲۸: برخی از اسناد منتخب، نلسون، لندن، ۱۹۶۵.
- ادوارد اول و تاج و تخت اسکاتلند، ۱۲۹۰–۱۲۹۶: نسخه ای از منابع ضبط شده برای علت بزرگ ، انتشارات دانشگاه آکسفورد، آکسفورد، ۱۹۷۸.